# Chad Townsend
Pour les articles homonymes, voir Townsend.
 (septembre 2018).
Si vous disposez d'ouvrages ou d'articles de référence ou si vous connaissez des sites web de qualité traitant du thème abordé ici, merci de compléter l'article en donnant les références utiles à sa vérifiabilité et en les liant à la section « Notes et références ».

a Compétitions nationales et continentales officielles uniquement.

b Matchs officiels uniquement.
Chad Townsend, né le 10 janvier 1991 à Caringbah (Australie), est un joueur australien de rugby à XIII évoluant au poste de demi de mêlée ou de demi d'ouverture. Il fait ses débuts en National Rugby League avec les Sharks de Cronulla-Sutherland lors de la saison 2011, mais c'est lors de son départ en 2013 pour deux aux Warriors de New Zealand qu'il parvient à se faire une place de titulaire au sein d'une équipe de NRL, il retourne en 2016 aux Sharks de Cronulla-Sutherland. Il a également pris part à deux reprises au City vs Country Origin où il y compte deux victoires.
Il a remporté en 2016 la NRL aux Sharks de Cronulla-Sutherland où il compose la charnière avec James Maloney.

## Palmarès
- Collectif :
  - Vainqueur de la National Rugby League : 2016 (Sharks de Cronulla-Sutherland).
  - Vainqueur du City vs Country Origin : 2016 et 2017 (City).

### En club

#### Statistiques
| Saison | Club                       | Compétition           | Matchs | Points | Essais | Goals | Drops |
| ------ | -------------------------- | --------------------- | ------ | ------ | ------ | ----- | ----- |
| 2011   | Cronulla-Sutherland Sharks | National Rugby League | 11     | 46     | 2      | 19    | 0     |
| 2012   | Cronulla-Sutherland Sharks | National Rugby League | 3      | 20     | 1      | 8     | 0     |
| 2013   | Cronulla-Sutherland Sharks | National Rugby League | 5      | 2      | 0      | 1     | 0     |
| 2014   | New Zealand Warriors       | National Rugby League | 19     | 40     | 3      | 14    | 0     |
| 2015   | New Zealand Warriors       | National Rugby League | 22     | 9      | 2      | 0     | 1     |
| 2016   | Cronulla-Sutherland Sharks | National Rugby League | 27     | 41     | 7      | 6     | 1     |
| 2017   | Cronulla-Sutherland Sharks | National Rugby League | 25     | 29     | 6      | 2     | 1     |
| 2018   | Cronulla-Sutherland Sharks | National Rugby League | 24     | 143    | 4      | 62    | 3     |
| Total  | Total                      | Total                 | 136    | 330    | 25     | 112   | 6     |